# Audrey Totter
Audrey Mary Totter (Joliet, 20 de diciembre de 1917 – Los Ángeles, 12 de diciembre de 2013) fue una actriz estadounidense de cine y televisión.
Después de graduarse de la escuela secundaria, trabajó como actriz de radio en la ciudad de Nueva York, Nueva York y Chicago, Illinois, antes de mudarse a Hollywood, California, durante la mitad de la Segunda Guerra Mundial, para establecerse en el cine.
Lionel Barrymore le dio un consejo en MGM: "Eres una de las mejores actrices que he visto en mi vida, pero nunca serás una estrella. Eres demasiado versátil. Si quieres ser una estrella, empieza a proyectar tu propia personalidad".
Salió con Clark Gable , John Payne y Ross Hunter durante su apogeo. Terminó casándose con un no profesional, Leo Fred, vicedecano de Medicina de UCLA.
Rechazó el papel de Old Rose en Titanic (1997) porque quería permanecer retirada.
Murió en Los Ángeles (California, EE. UU.) a los 95 años de edad a causa de un derrame cerebral.

## Selección de su filmografía
- La dama del lago (1946)[3]
- El cartero siempre llama dos veces (1946)
- Sin sombra de sospecha (1947),
- The Set-Up (1949)
- Bonanza (1966)
- Centro médico (Serie de TV, 1969-1976)